# Referéndum constitucional de Letonia de 2012
El Referéndum constitucional de Letonia de 2012 sobre las «Enmiendas a la Constitución de la República de Letonia» se llevó a cabo el 18 de febrero de 2012. La pregunta hecha a los votan fue: «¿Apoya la aprobación del Proyecto de Ley "Enmiendas a la Constitución de la República de Letonia" que prevé que la lengua rusa sea la segunda lengua oficial del Estado?»
Las enmiendas propuestas incluían los artículos 4, 18, 21, 101 y 104 de la Constitución de Letonia, añadiendo a ellos la condición del ruso como la segunda lengua oficial, así como la prescripción de dos lenguas de trabajo el letón y el ruso para a las instituciones de gobierno.
Según el censo del año 2011, el ruso es el segundo idioma principal que se habla en los hogares en Letonia, el 37.2% de la población del país habla este idioma como lengua materna y es el segundo idioma del 43.7% de la población.

## Antecedentes
Los iniciadores del referéndum mencionaron el intento de asimilación de los niños pertenecientes a minorías, en particular la rusa, como la razón principal para protestar. Los organizadores del referéndum no negaron que el logro principal sería mostrar una gran cantidad de partidarios del idioma ruso y el objetivo final sería cambiar el estado del ruso de idioma extranjero a algo legal (por ejemplo, regional) en el futuro. 

## Cambios propuestos
|             | Constitución de Letonia | Propuesta de Constitución de Letonia |
| ----------- | --- | --- |
| Article 4   | El idioma oficial en la República de Letonia es el idioma letón. La bandera de Letonia es roja con una franja blanca. | El idioma oficial en la República de Letonia es el idioma letón y el idioma ruso. La bandera de Letonia es roja con una franja blanca. |
| Article 18  | La propia Saeima examinará los mandatos de sus miembros. La persona elegida al tomar posesión de su cargo, prestara la siguiente promesa solemne: "Yo, asumiendo los deberes de miembro de la Saeima, frente al pueblo letón juro (promesa solemne) ser leal a Letonia, mientras fortalezco su soberanía y el idioma letón como el único idioma oficial del estado, defiendo Letonia como un Estado independiente y democrático, cumplir con mis responsabilidades de manera justa y con plena conciencia. Prometo cumplir con la Constitución y la legislación de Letonia." | La propia Saeima examinará los mandatos de sus miembros. La persona elegida al tomar posesión de su cargo, prestara la siguiente promesa solemne: "Yo, asumiendo los deberes de miembro de la Saeima, frente al pueblo letón juro (promesa solemne) ser leal a Letonia, mientras fortalezco su soberanía y el idioma letón así como del idioma ruso como únicos idiomas oficiales del estado, defender a Letonia como un estado independiente y democrático, cumplir mis responsabilidades de manera justa y con plena conciencia. Prometo cumplir la Constitución y la legislación de Letonia" |
| Article 21  | La Saeima establecerá las reglas de procedimiento para la regulación de sus procedimientos internos y orden. El idioma de trabajo de la Saeima será el idioma letón. | El Saeima establecerá las reglas de procedimiento para la regulación de sus procedimientos internos y orden. |
| Article 101 | Todos los ciudadanos de Letonia tienen el derecho, de la manera prescrita por la ley, a participar en la actividad de los gobiernos estatales y locales, así como a prestar servicios estatales. Los gobiernos locales son elegidos por los ciudadanos de Letonia y la Unión Europea que residen en Letonia. Cada ciudadano de la Unión Europea, que reside constantemente en Letonia, tiene el derecho, de la manera prescrita por la ley, de participar en la actividad de los gobiernos locales. El idioma de trabajo del gobierno local es el idioma letón.              | Todos los ciudadanos de Letonia tienen el derecho, de la manera prescrita por la ley, a participar en la actividad de los gobiernos estatales y locales, así como a prestar servicios estatales. Los gobiernos locales son elegidos por los ciudadanos de Letonia y la Unión Europea que residen en Letonia. Cada ciudadano de la Unión Europea, que reside constantemente en Letonia, tiene el derecho, de la manera prescrita por la ley, de participar en la actividad de los gobiernos locales. Los idiomas de trabajo de los gobiernos locales serán el idioma letón y el idioma ruso.     |
| Article 104 | Todos tienen el derecho, de la manera prescrita por la ley, de recurrir a las instituciones del gobierno estatal y local con solicitudes y recibir una respuesta de hecho. Toda persona tiene derecho a recibir su respuesta en el idioma letón. | Todos tienen el derecho, de la manera prescrita por la ley, de recurrir a las instituciones del gobierno estatal y local con solicitudes y recibir una respuesta de hecho. Toda persona tiene derecho a recibir su respuesta en el idioma letón y en el idioma ruso. |

## Resultados
| Opción                              | Votos     | %     |
| ----------------------------------- | --------- | ----- |
| A favor                             | 273.347   | 24.88 |
| En contra                           | 821,722   | 74.80 |
| Votos en blanco/nulos               | 3,524     | –     |
| Total                               | 1.098.593 | 100   |
| Electores registrados/participación | 1,545,004 | 71,11 |
| Fuente: Direct Democracy            |           |       |

Alrededor de las tres cuartas partes de los votantes votaron en contra del ruso como segunda lengua nacional, y solo la región oriental de Latgale vio a la mayoría de los ciudadanos votar por el cambio. El referéndum tuvo una participación de votantes considerablemente mayor que en elecciones y referéndums anteriores, con más del 71.1% de los votantes registrados que votaron.

## Análisis
Una gran parte de la comunidad de habla rusa en Letonia (290,660 o 14.1% de toda la población de Letonia) no pudo votar en este referéndum porque, desde 1991, a pesar de ser letones tienen el estatus de no ciudadanos y, por lo tanto, no tienen derecho a votar. Sin embargo, los números anteriores también muestran que los no ciudadanos no podrían haber cambiado el resultado del referéndum si se les hubiera permitido votar. Si todos los 290,660 miembros de los no ciudadanos hubieran participado y votado a favor de la moción, la propuesta aún habría sido rechazada con 59.15% en contra y 40.60% a favor, con una participación que hubiera aumentado a 75.68% desde 71.11%.Pero, evidentemente, ni todos estos no ciudadanos habrían participado de la votación, ni todos los que sí lo hubieran hecho habrían votado a favor. 
Aunque los rusos que encabezaron el referéndum admitieron que no tenían ninguna posibilidad de ganar el plebiscito, al menos esperaban que el 25 por ciento de apoyo aproximado obligase al gobierno de centroderecha de Letonia a comenzar un diálogo con las minorías nacionales. En parte consiguieron su objetivo, al visibilizar una minoría rusa existente en la sociedad letona.